# Monidło (film)
Monidło – polski czarno-biały film krótkometrażowy z 1969 roku, w reżyserii Antoniego Krauzego. Podstawą scenariusza filmu było opowiadanie Jana Himilsbacha pod tym samym tytułem.

## Treść
Akcja filmu będącego kąśliwą satyrą na nieuleczalną ludzką naiwność, toczy się właściwie w jednym mieszkaniu. W prowincjonalnym miasteczku zjawia się cwaniakowaty pośrednik sprzedający monidła – portrety malowane na podstawie fotografii. Jeden z mieszkańców, Kamiński ulega jego namowom i jako zaliczkę wpłaca cały dwutygodniowy zarobek, zamawiając wykonanie dwóch monideł. Fotografie do skopiowania zostają dobrane podczas biesiady alkoholowej. Jeszcze tego samego dnia u Kamińskich wybucha awantura o wypłacone pieniądze: z powodu nieprzewidzianego wydatku żona robi mężowi wyrzuty, napiętej sytuacji nie ratuje nawet następna pensja przyniesiona dwa tygodnie później. Małżonkowie dochodzą do zgody dopiero wtedy, gdy listonosz dostarcza przesyłkę z zamówionymi monidłami, które wzbudzają duże uznanie portretowanych.

## Obsada
- Henryk Hunko – Władysław Kamiński
- Kazimiera Utrata – żona Kamińskiego
- Tadeusz Kwinta – Jan Karol Pieczarkowski, agent od sprzedaży monideł
- Andrzej Michalczyk – Kazio, syn Kamińskich